# Jerzy Misztur
Jerzy Misztur (ur. 10 października 1965 w Czarnowąsach) – polski piłkarz, występujący na pozycji pomocnika.

## Życiorys
Jest wychowankiem Odry Opole. W 1985 i 1987 roku awansował z Odrą do II ligi. W 1987 roku przeszedł do ówczesnego mistrza Polski, Górnika Zabrze. W klubie tym występował przez dwa lata, zdobywając mistrzostwo Polski w 1988 roku. Z uwagi na fakt, iż w zabrzańskim klubie pełnił jedynie rolę rezerwowego, w 1989 roku Misztur przeszedł do Śląska Wrocław. W barwach Śląska rozegrał 95 meczów w I lidze, jednak w 1993 roku spadł z klubem do II ligi. Po tym fakcie przeszedł do Warty Poznań, a w sezonie 1994/1995 grał w Odrze Opole. Następnie wyjechał do Niemiec, gdzie reprezentował barwy takich klubów, jak FC Emmerichenhain, VfR Limburg, Sportfreunde Eisbachtal, TuS Koblenz i FV Engers 07. W 2003 roku zakończył karierę. Po zakończeniu kariery piłkarskiej był m.in. trenerem juniorów JSG Hünfelden i SG Heringen/Mensfelden.

## Statystyki ligowe
| Sezon     | Klub                    | Liga     | Mecze | Gole |
| --------- | ----------------------- | -------- | ----- | ---- |
| 1987/1988 | Górnik Zabrze           | I liga   | 11    | 0    |
| 1988/1989 | Górnik Zabrze           | I liga   | 4     | 0    |
| 1989/1990 | Śląsk Wrocław           | I liga   | 21    | 2    |
| 1990/1991 | Śląsk Wrocław           | I liga   | 27    | 0    |
| 1991/1992 | Śląsk Wrocław           | I liga   | 27    | 1    |
| 1992/1993 | Śląsk Wrocław           | I liga   | 20    | 0    |
| 1993/1994 | Warta Poznań            | I liga   | 9     | 0    |
| 1998/1999 | Sportfreunde Eisbachtal | Oberliga | 32    | 8    |
| 1999/2000 | Sportfreunde Eisbachtal | Oberliga | 19    | 8    |
| 2000/2001 | Sportfreunde Eisbachtal | Oberliga | 38    | 8    |
| 2001/2002 | TuS Koblenz             | Oberliga | 13    | 1    |
| 2002/2003 | FV Engers 07            | Oberliga | 26    | 0    |